# Glacier du Bouchet
Le glacier du Bouchet est un glacier de vallée français du massif de la Vanoise (Alpes) situé sur le territoire de la commune d'Orelle dans le département de la Savoie en région Auvergne-Rhône-Alpes.

## Toponymie
Le nom du glacier semble avoir la même origine que le hameau de Plan-Bouchet à Orelle. Il s'agirait, selon Adolphe Gros, d'un patronyme.

## Géographie
Situé à Orelle, le glacier s'étend entre la pointe du Bouchet au sud, l'aiguille du Bouchet à l'est et la pointe de Thorens au nord dans le vallon du Bouchet,.
Une piste de ski dénommée Lory traverse une partie du glacier l'hiver dans la station de sports d'hiver d'Orelle. La tyrolienne d'Orelle, la plus haute du monde, survole aussi une partie du glacier, reliant une partie plane sous la pointe du Bouchet au sud et le col du Bouchet sous la pointe de Thorens au nord.

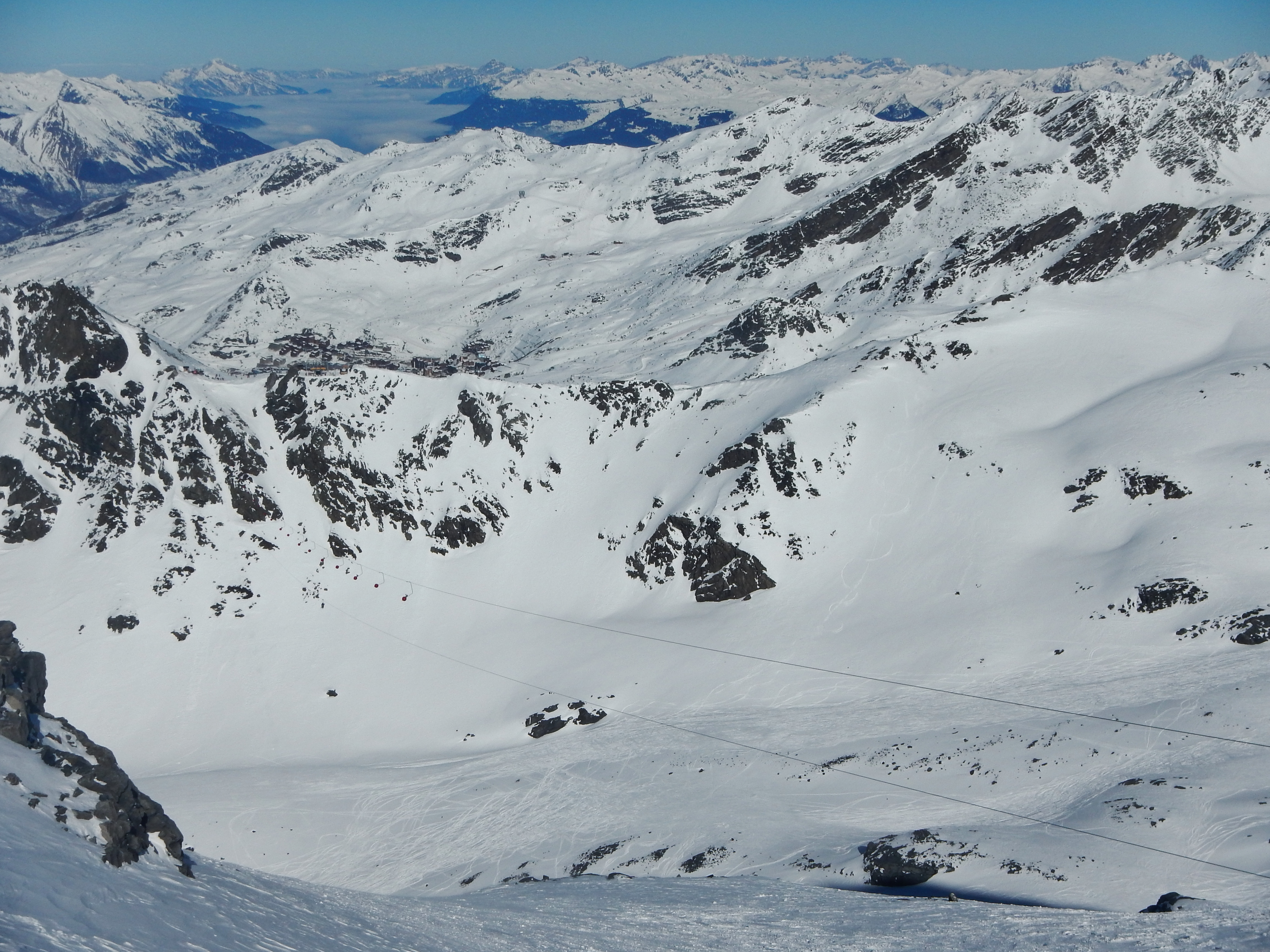
Le glacier depuis la tyrolienne d'Orelle avec au loin la vallée de la Tarentaise.
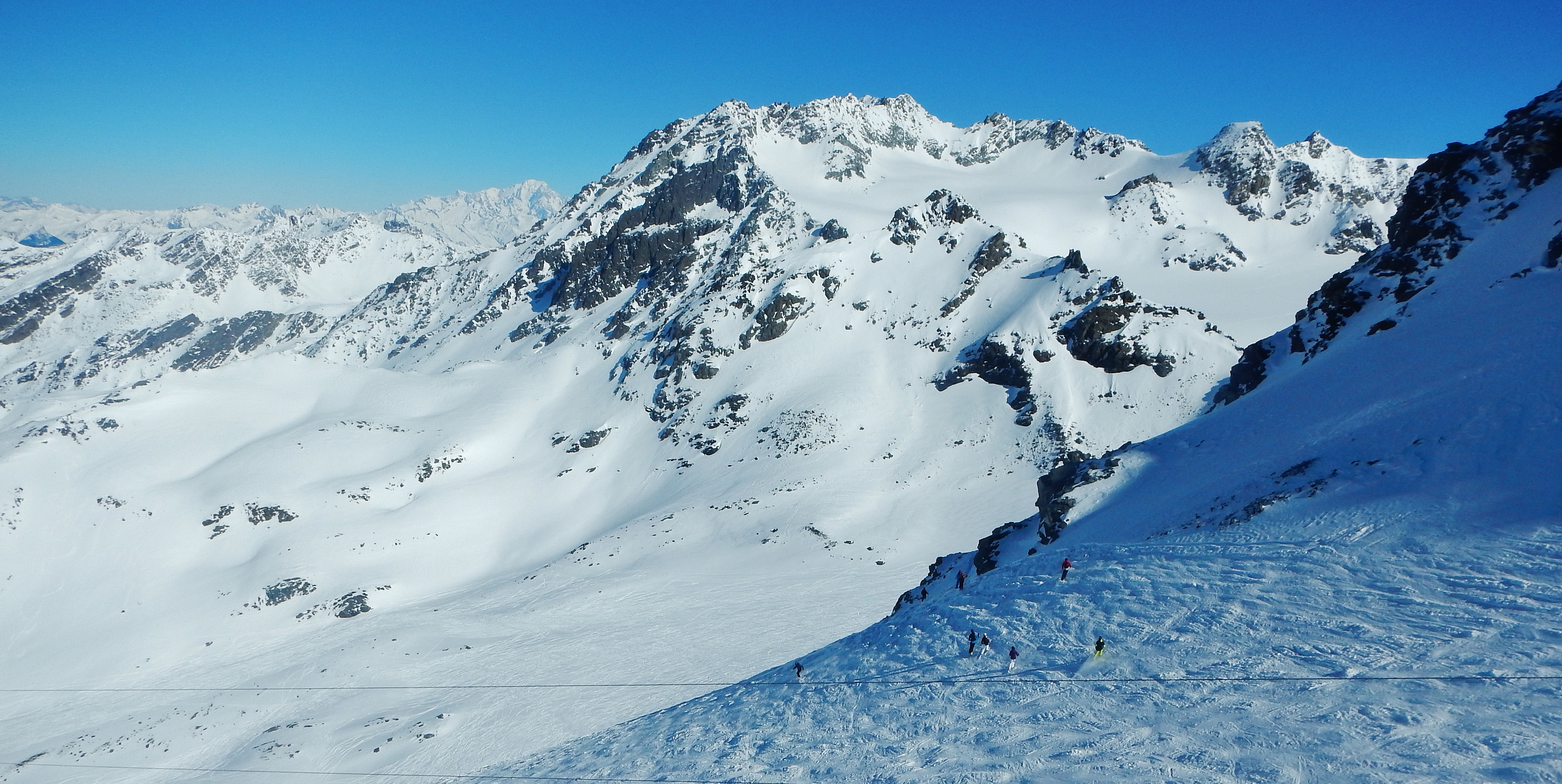
Le glacier depuis le col sous la pointe du Bouchet au sud avec au loin l'aiguille de Péclet.
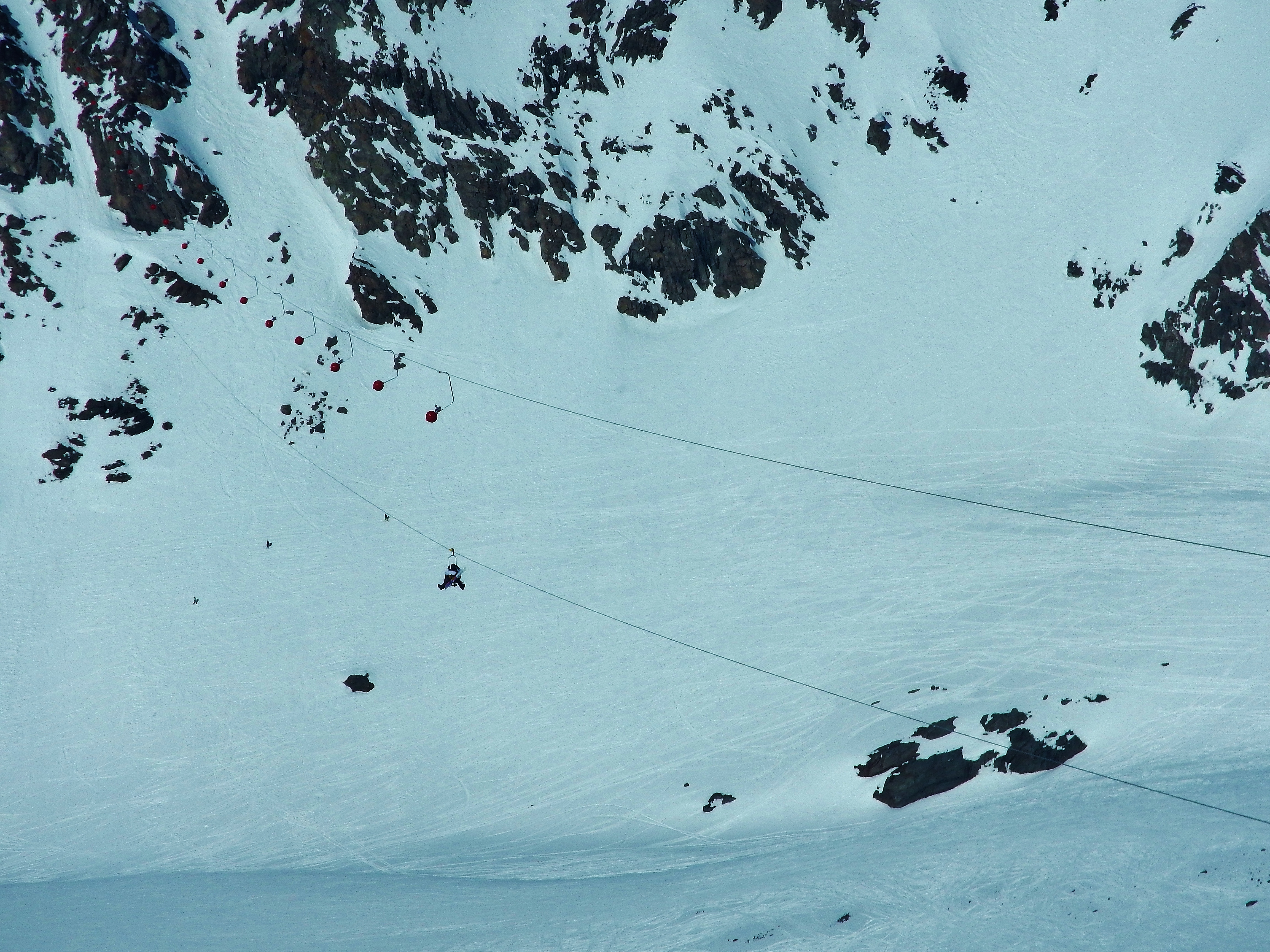
Vue de la partie haute du glacier et de la tyrolienne.
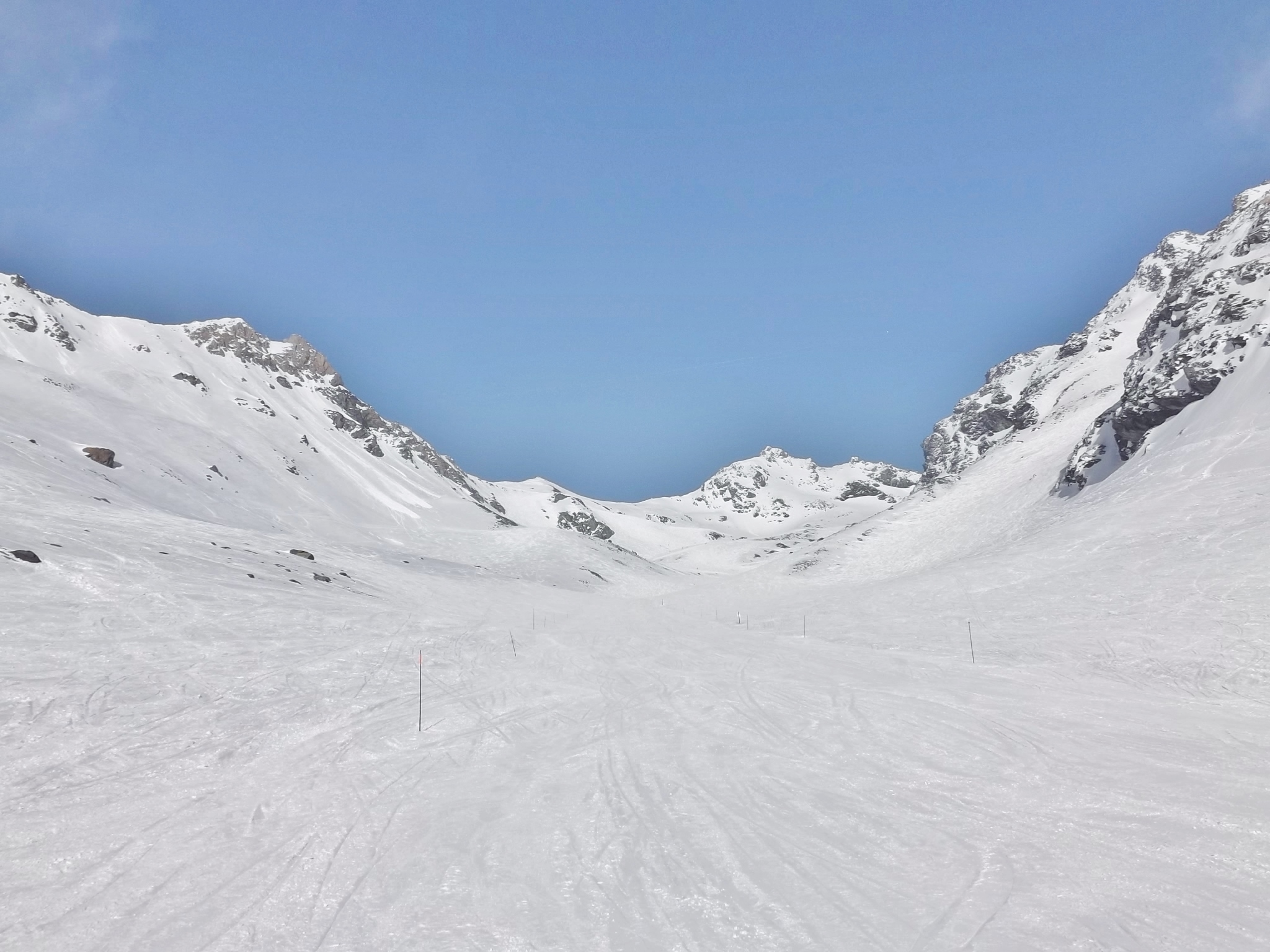
Vue vers l'amont depuis la piste de ski descendant du glacier dominée par la pointe de Thorens.